# کاترینا کپلر
کاترینا کپلر (انگلیسی: Katharina Kepler; ۸ نوامبر ۱۵۴۷ – ۱۳ آوریل ۱۶۲۲) یک متهم به ساحره بودن اهل دوک‌نشین وورتمبرگ در اشتوتگارت آلمان و مادر ستاره‌شناس نامدار یوهانس کپلر بود.
کاترینا کپلر همسر هاینریش کپلر بود و یک دختر و سه پسر داشت که یکی از آن‌ها یوهانس کپلر بود. در ۱۶۱۵ میلادی، کاترینا به اتهام افسونگری محاکمه شد. اتهام افسونگری را ووگت (شهردار) شهر پروتستان لئونبرگ، لوتروس اینهورن به کاترینا زده بود. اینهورن ساحره‌گیری افراطی بود و در دوران شهرداری‌اش (۱۶۱۳ – ۱۶۲۹) ۱۵ زن را به جرم افسونگری محاکمه کرد و ۸ تای آن‌ها را اعدام کرد. اعمال اینهورن مطابق با ارادهٔ امپراتوری مقدس روم و عامهٔ مردم بود.
در سال ۱۶۱۵، زنی به‌نام «اورسولا راینبولد» کاترینا را متهم کرده بود که پس از مشاجره، کاترینا به او معجونی خورانده و او را بیمار کرده‌است. اینهورن فرمانی برای دستگیری کاترینا صادر کرد. یوهانس کپلر خود دفاع از مادرش را بر عهده گرفت. دانشگاه توبینگن نیز در این منظور به او کمک کرد و یکی از دانشجویانش به نام کریستوفر بسولدوس در موارد حقوقی او را راهنمایی کرد.
کاترینا در دسامبر ۱۶۱۶ با کمک پسرش به لینتس گریخت. پس از بازگشت به لئونبرگ در تابستان ۱۶۲۰، کاترینا دستگیر شد و برای چهارده ماه در زندان ماند. به کاترینا گفته شد که اگر به ساحره بودن اعتراف نکند او را شکنجه خواهند کرد، ولی او از اعتراف خودداری کرد.
یوهانس کپلر سرانجام توانست در اکتبر ۱۶۲۱ مادرش را آزاد کند. کاترینا شش ماه بعد درگذشت.

## یادداشت
1. ↑  Lutherus Einhorn
2. ↑  Ursula Reinbold